# Феліцянув (Кольський повіт)
Феліцянув (пол. Felicjanów) — село в Польщі, у гміні Осек-Малий Кольського повіту Великопольського воєводства.
Населення — 55 осіб (2011).
У 1975-1998 роках село належало до Конінського воєводства.

## Демографія
Демографічна структура станом на 31 березня 2011 року:
|          | Загалом | Допрацездатний вік | Працездатний вік | Постпрацездатний вік |
| -------- | ------- | ------------------ | ---------------- | -------------------- |
| Чоловіки | 26      | 7                  | 15               | 4                    |
| Жінки    | 29      | 7                  | 13               | 9                    |
| Разом    | 55      | 14                 | 28               | 13                   |